# Spleen and Ideal
Spleen and Ideal é o segundo álbum de estúdio da banda Dead Can Dance, lançado em novembro de 1985. Este álbum marcou um afastamento das origens pós-punk e góticas do seu primeiro álbum, Dead Can Dance, e uma aproximação à world music, com letras baseadas nas obras de Charles Baudelaire e Thomas de Quincey.

## Faixas
1. "De Profundis (Out of the Depths of Sorrow)" – 4:00
2. "Ascension" – 3:05
3. "Circumradiant Dawn" – 3:17
4. "Cardinal Sin" – 5:29
5. "Mesmerism" – 3:53
6. "Enigma of the Absolute" – 4:13
7. "Advent" – 5:19
8. "Avatar" – 4:35
9. "Indoctrination (A Design for Living)" – 4:16